# Beraea ilvae
Beraea ilvae är en nattsländeart som beskrevs av Moretti 1981. Beraea ilvae ingår i släktet Beraea och familjen sandrörsnattsländor. Inga underarter finns listade i Catalogue of Life.